# Dendrolagus mbaiso
Espèce
Statut CITES
Statut de conservation UICN

 EN A2cd : En danger
Le dingiso (Dendrolagus mbaiso) est un marsupial arboricole de la famille des Macropodidae endémique en Nouvelle-Guinée occidentale.
Il a été décrit pour la première fois par le zoologiste australien Tim Flannery en 1995 et filmé pour la première fois en 2009 lors du tournage du documentaire Pacifique Sud par la BBC.

## Description
Son poids et sa taille ne sont pas connus avec précision. Le poids des femelles est estimé à 8,5 à 9 kg. Animal à fourrure longue et épaisse, son pelage est blanc sur le ventre, noir ailleurs. En vieillissant, apparaissent une tache blanche sur le front et une bande blanche tout autour du museau. La queue est relativement courte.

## Distribution et habitat
Il habite dans les forêts d'altitude (entre 3 000 et 4 200 mètres, d'où son épais pelage) de la chaîne de Sudirman, en Nouvelle-Guinée occidentale ("Irian Jaya"). Il est très rare dans la partie est où il est chassé. il est plus fréquent dans la partie ouest où il est protégé par la population locale, les Moni, qui le considèrent comme un ancêtre.

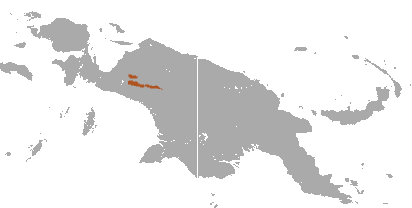
Carte de répartition.

## Alimentation
Il se nourrit surtout de feuilles.

## Mode de vie
C'est un des rares kangourous arboricoles qui passe plus de temps au sol que dans les arbres.

## Publication originale
- (en) Flannery, Boeadi & Szalay, 1995 : A new tree-kangaroo (Dendrolagus: Marsupialia) from Irian Jaya, Indonesia, with notes on ethnography and the evolution of tree-kangaroos. Mammalia, vol. 59, n. 1, p. 65-84.